# 庫克斯敦
庫克斯敦（英語：Cookstown）是英國北愛爾蘭蒂龍郡的一個鎮，人口约一万。庫克斯敦是中阿爾斯特的主要聚居地之一，歷史可以追溯自1620年。庫克斯敦擁有一條長2.01公里，寬41.15米的街道，是愛爾蘭最寬的街道。

## 友好城市
- 法國 普莱兰